# نیکلاس ولترستورف
نیکلاس ولترستورف (انگلیسی: Nicholas Wolterstorff؛ زادهٔ ۲۱ ژانویهٔ ۱۹۳۲) یک فیلسوف اهل ایالات متحده آمریکا است.
او نویسنده برجسته کتابهای فلسفی و الهیات دربارهٔ زیبایی‌شناسی، معرفت‌شناسی، فلسفه سیاسی، فلسفه دین، متافیزیک و فلسفه آموزش و پرورش است.
وی همچنین برندهٔ جوایزی همچون برنامه فولبرایت شده‌است.